# Bairak, Lebedîn
Bairak (în ucraineană Байрак) este un sat în comuna Mîhailivka din raionul Lebedîn, regiunea Sumî, Ucraina.

## Demografie
Componența lingvistică a localității Bairak
     Ucraineană (95,24%)
Conform recensământului din 2001, majoritatea populației localității Bairak era vorbitoare de ucraineană (95,24%), existând în minoritate și vorbitori de alte limbi.